# Nystalea kayei
Nystalea kayei är en fjärilsart som beskrevs av William Schaus 1904. Nystalea kayei ingår i släktet Nystalea och familjen tandspinnare. Inga underarter finns listade i Catalogue of Life.